# روبين زوس
روبين زوس (بالإسبانية: Rubén Xaus)‏ مواليد 18 فبراير 1978 في سانت كوجات ديل فاليس، هو متسابق دراجات نارية إسباني سابق. نافس في بطولة العالم للسوبربايك وبطولة العالم للسوبرسبورت وبطولة العالم للموتو جي بي.

## وصلات خارجية
- روبين زوس على موقع MotoGP.com (الإنجليزية)
- روبين زوس على موقع WorldSBK.com (الإنجليزية)

- الموقع الإلكتروني